# 桑蒂乌尔德德托兰索
桑蒂乌尔德德托兰索，是西班牙坎塔布里亚的一个市镇。总面积37平方公里，总人口1640人（2001年），人口密度44人/平方公里。